# チックフィレイ

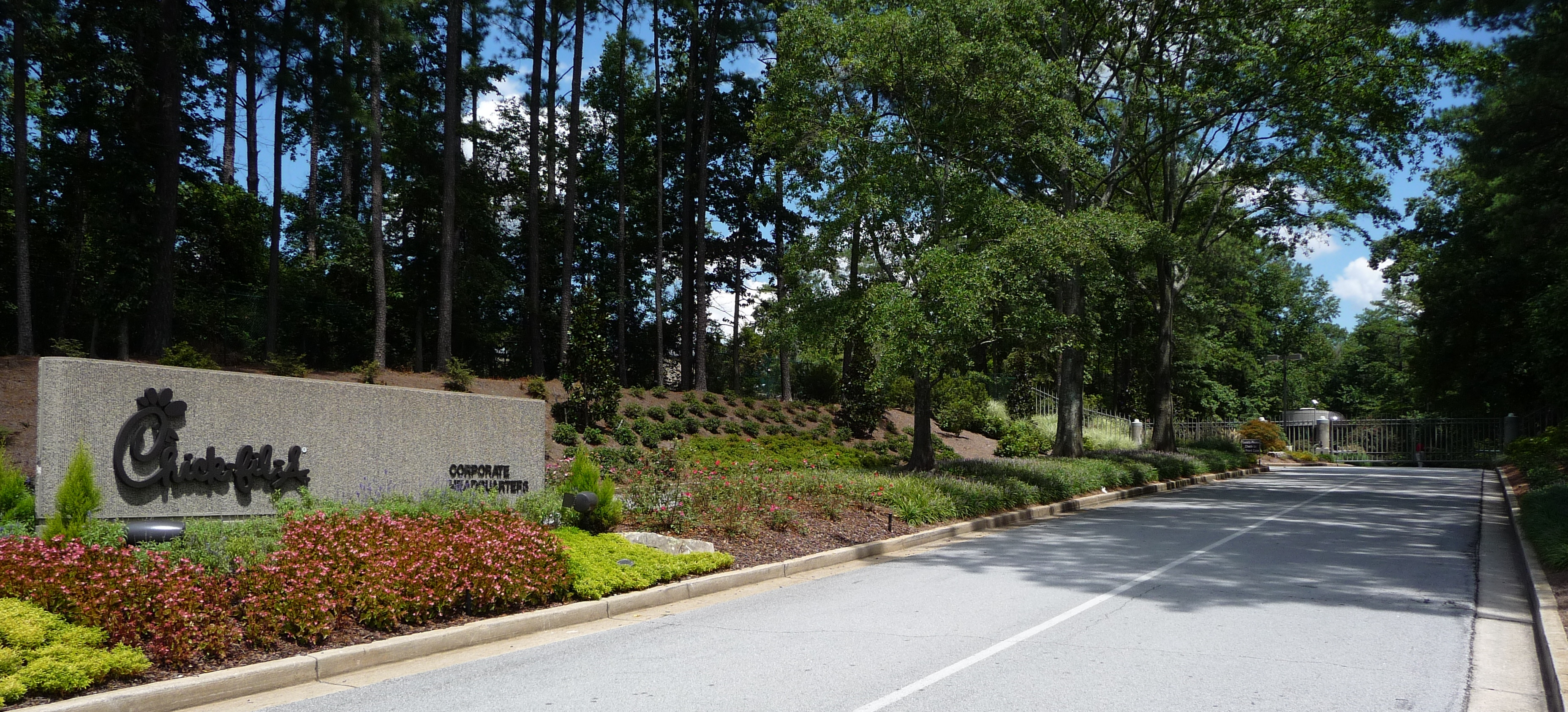
チックフィレイの本社

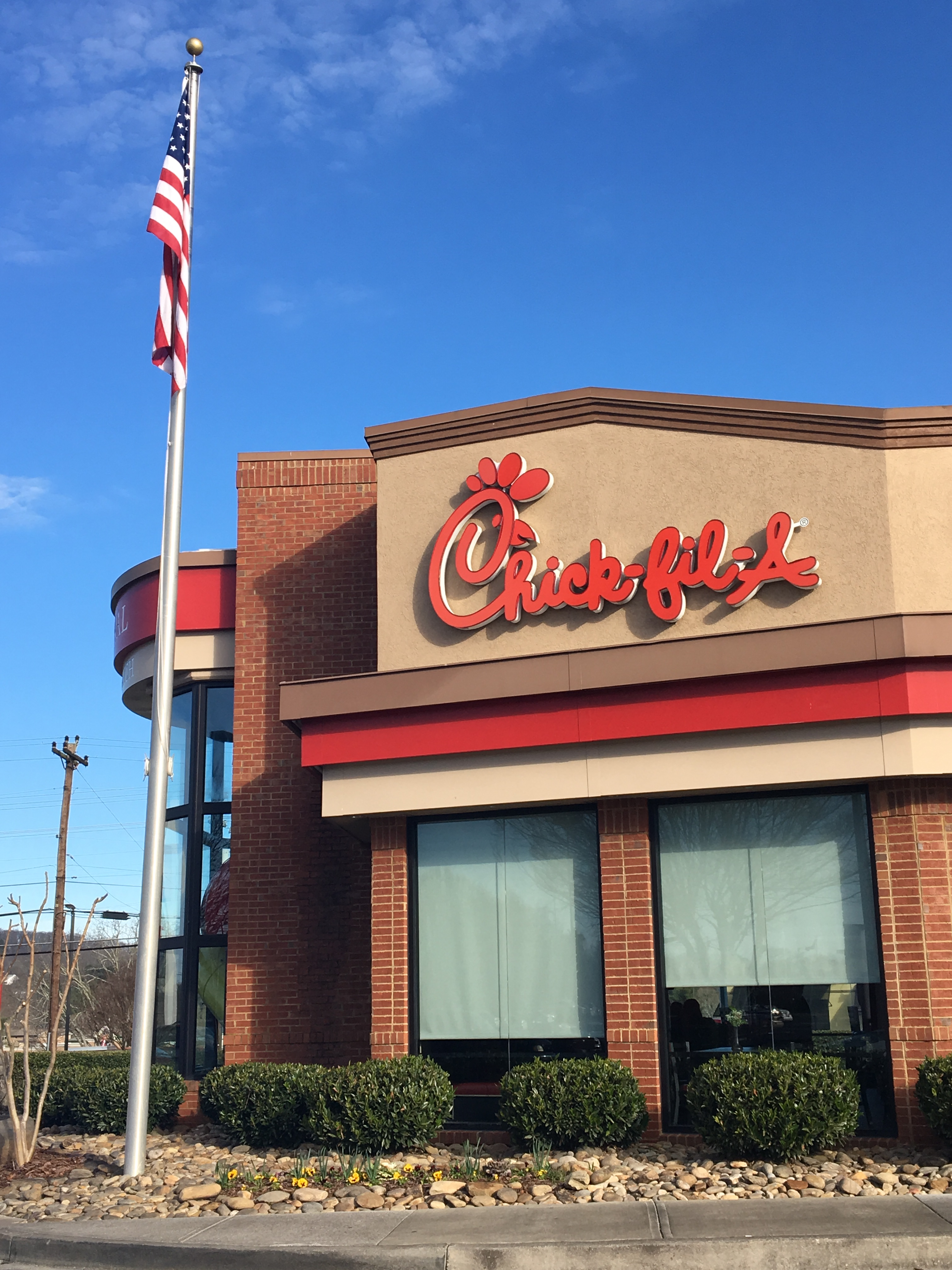
チックフィレイの店舗

チックフィレイ (Chick-fil-A) は、ジョージア州カレッジパークに本社を置く、鶏肉料理に特化したレストラン・チェーンで、アメリカ合衆国で2番目に大きなチキン・ファストフード・チェーンである。アメリカ合衆国南部を中心に展開しているが、近年は南西部・中西部そしてロッキー山脈にまで拡大している。2006年7月現在、37州とワシントンD.C.に1,300店以上を展開。創業者兼会長のS・トルエット・キャシー (S. Truett Cathy) が熱心な南部バプテスト連盟の信者であるため、全店舗が日曜日に休業する点がファストフード・チェーン業界の中では際立っている。

## 沿革
チックフィレイの歴史は、ショッピング・モールと切っても切り離せない。初期の店舗の大部分はモールの中にあった。しかし近年出店された店舗は、客席とドライブスルーを備える独立店舗がほとんどである。2007年10月現在、チェーンは700の独立店を擁している。その一方、ドライブスルーのみの店舗や、ライセンス契約に基づいた大学、病院、空港内のレストランもある。

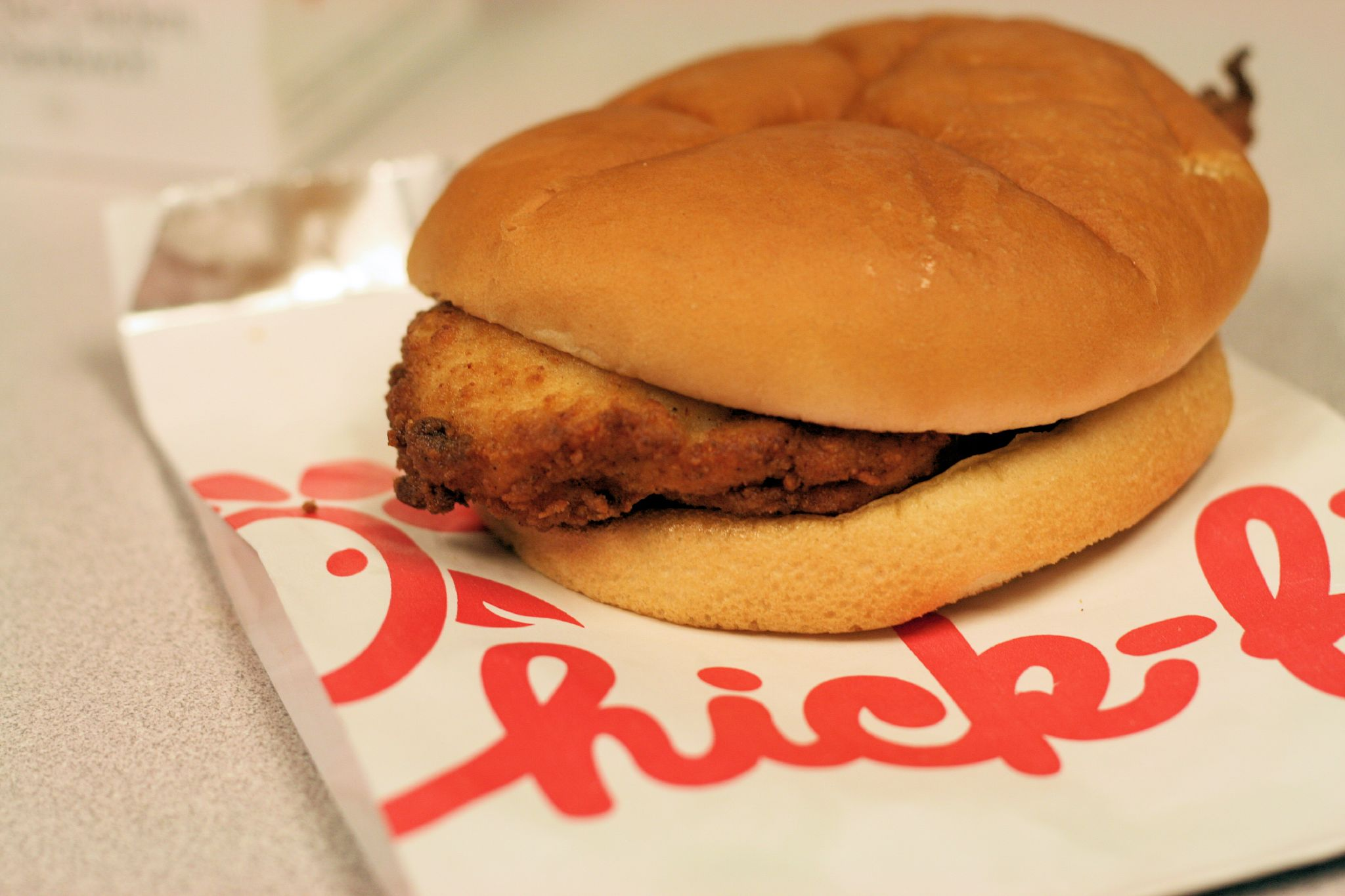
元祖チキン・サンドウィッチ

チックフィレイのチェーンは、S・トルエット・キャシーが1946年にアトランタ郊外ヘイプヴィルにオープンしたレストラン、ドワーフ・グリル (Dwarf Grill) から始まった。そのレストランはフォードの工場の近くにあり、労働者がシフト勤務の間に食事をとっていた。最初のチックフィレイは1967年にアトランタのグリーンブライアー・モールにオープンした。現在のスローガン "We Didn't Invent the Chicken, Just the Chicken Sandwich"（「我々はチキンを発明しなかった、チキン・サンドウィッチを発明しただけである」）は、実話に基づいている。ファストフードのメニューといえばまずハンバーガーであった時代、キャシーはチックフィレイの主力メニューとなる、鶏胸肉のフライをバンズにはさんだチキン・サンドウィッチを発明した。キャシーのチキン・サンドウィッチは、食事を素早く提供するアイディアに由来する。キャシーはラッカセイ油で鶏肉を圧力調理することで調理時間を短縮できることを発見した。チックフィレイのオリジナルチキンサンドウィッチには2枚のピクルスが入っているが、これは単に彼がサンドウィッチを作ったときに持っていた唯一の薬味だったからである。
アトランタ大都市圏の企業であるチックフィレイは、1997年以来毎年アトランタで開催されるカレッジ・フットボール・ゲーム「ピーチボウル」のタイトル・スポンサーである。2006年シーズン開始時にピーチボウルは「チックフィレイボウル」と改名された。チックフィレイはまた、サウスイースタン・カンファレンス (SEC)、アトランティック・コースト・カンファレンス (ACC)、そしてビッグ12カンファレンスの主要スポンサーでもある。
2010年台後半に急成長し、2018年の売り上げは昨年比16.7%増の約105億ドルに達した。これで全米のレストラン・チェーン全体でもマクドナルド、スターバックスに次ぐ第3位の規模となり、ウェンディーズ、バーガーキング、タコベル、サブウェイなどを売上で抜き去った。

## 同性婚
2012年、同社の社長、ダン・キャシーが同性婚への反対を表明、ゲイの権利団体などがボイコットを叫ぶなどした。一方で、宗教保守派は社長発言を称賛し、店に行こうと呼びかけているなど、騒ぎが拡大している。
2021年には米バーガーキングが、プライド月間となる6月に「チキンサンドイッチを購入するたびにLGBTQの人権団体に寄付する」というキャンペーンを行ったが、その中で「もちろん日曜日も（寄付します）」とチックフィレイを挑発する内容を加えたことで話題になった。

## 海外展開
- カナダ
  - トロント